# Deutsche Dreiband-Meisterschaft 1962

Veranstaltungsort: Oberhausen

Die Deutsche Dreiband-Meisterschaft 1962 (DDM) war die 29. Ausgabe dieser Turnierserie und fand vom 30. November bis 3. Dezember 1961 in Oberhausen, Nordrhein-Westfalen statt.

## Geschichte
Zum ersten Mal in der Meisterschaftsgeschichte fand das Turnier in Oberhausen statt.
Nachdem August Tiedtke bei der vorangegangenen Meisterschaft nicht teilgenommen hatte, holte er sich, wieder einmal ungeschlagen, seinen 17. Titel in 25 Jahren. Dies zeigte wieder einmal mehr seine Überlegenheit als seinerzeit bester deutscher Spieler. Der favorisierte Ernst Rudolph aus Köln musste in seiner Begegnung gegen den Essener Norbert Witte eine Niederlage hinnehmen. Die zweite heikle Begegnung, sie fand am Samstagabend als Live-Übertragung im Fernsehen statt, gegen August Tiedge, verlor er dann eher klar mit 38:60 in 70 Aufnahmen. Damit konnte der Vizemeister diesmal nur den dritten Platz hinter Witte belegen. Augusts Bruder Gert, eigentlich ein Artistiquespieler, er wirkte einmal mehr durch die Anwesenheit seines Bruders befangen, konnte dem hohen Spielniveau in dieser Disziplin nicht standhalten und wurde nur Vorletzter.
Ein neuer und doch alter Meisterschaftsteilnehmer war Altmeister Georg Berrisch, der vor 30 Jahren zum ersten Mal deutscher Meister wurde. Etwas unglücklich verlief sein Spiel gegen den Münsteraner Joachim Eiter. Berrisch hatte sein Spiel schon beendet, als Eiter im Nachstoß beim entscheidenden Ball ein „Fuchs“ zum Unentschieden gelang. Diese verlorene Punkt verwehrte ihm eine bessere Platzierung.

## Modus
Es spielte „Jeder gegen Jeden“ (Round Robin) auf 60 Punkte mit Nachstoß.

## Abschlusstabelle
| MP    | Match Points (Sieger = 2; Unentschieden = 1; Verlierer = 0) |
| Pkte. | Erzielte Karambolagen                                       |
| Aufn. | Benötigte Versuche                                          |
| GD    | Generaldurchschnitt                                         |
| BED   | Bester Einzeldurchschnitt eines Spielers                    |
| HS    | Höchstserie                                                 |
|       | Bester GD des Turniers                                      |
|       | Bester ED des Turniers                                      |
|       | Beste HS des Turniers                                       |
|       | 1. Platz (Gold)                                             |
|       | 2. Platz (Silber)                                           |
|       | 3. Platz (Bronze)                                           |

| 1                          | August Tiedtke (Saarbrücken) | 14:0 | 420 | 488 | 0,860 | 1,071 | 8  |
| 2                          | Norbert Witte (Oberhausen)   | 12:2 | 404 | 586 | 0,689 | 0,937 | 8  |
| 3                          | Ernst Rudolph (Köln)         | 10:4 | 394 | 584 | 0,674 | 0,857 | 12 |
| 4                          | Rudolf Apelt (Berlin)        | 6:8  | 383 | 663 | 0,577 | 0,779 | 6  |
| 5                          | Kurt Hartkopf (Düsseldorf)   | 6:8  | 353 | 630 | 0,560 | 0,779 | 5  |
| 6                          | Georg Berrisch (Düsseldorf)  | 5:9  | 349 | 677 | 0,515 | 0,974 | 7  |
| 7                          | Gerd Tiedtke (Düsseldorf)    | 2:12 | 308 | 562 | 0,548 | 0,750 | 6  |
| 8                          | Joachim Eiter (Münster)      | 1:13 | 372 | 682 | 0,553 | 0,402 | 8  |
| Turnierdurchschnitt: 0,613 |                              |      |     |     |       |       |    |